# بلینا لوگن
بلینا لوگن (انگلیسی: Bellina Logan؛ زادهٔ ۲۸ سپتامبر ۱۹۶۶) هنرپیشه اهل ایالات متحده آمریکا است. وی از سال ۱۹۸۹ میلادی تاکنون مشغول فعالیت بوده‌است.